# Higashikushira
Higashikushira (japanska: 東串良町?, Higashikushira-chō) är en landskommun (köping) i Kagoshima prefektur på ön Kyūshū i södra Japan. 